# Глаголевский, Александр Николаевич
Александр Николаевич Глаголевский (ум. 1882) — священник, законоучитель Мариинского училища.

## Биография
Александр Глаголевский получил образование в Вифанской духовной семинарии и Московской духовной семинарии (1866).
Посвященный в священники, преподавал Закон Божий в Мариинском училище в Москве.
А. Н. Глаголевский издал книгу: «Закон Божий, учение веры, изложенное в связи с нравственными уроками, библейскою историею и богослужением» (Москва, 1876 год).
Александр Николаевич Глаголевский умер 15 марта 1882 года в городе Москве и погребён на Донском кладбище одноимённого монастыря